# Ferrari F12berlinetta
Ferrari F12berlinetta (Type F152) — Gran Turismo італійського виробника спортивних автомобілів Ferrari, яка вперше показана на Женевському автосалоні 2012 року і продається з 2012 року. Вона є наступником Ferrari 599 GTB Fiorano.

## Опис

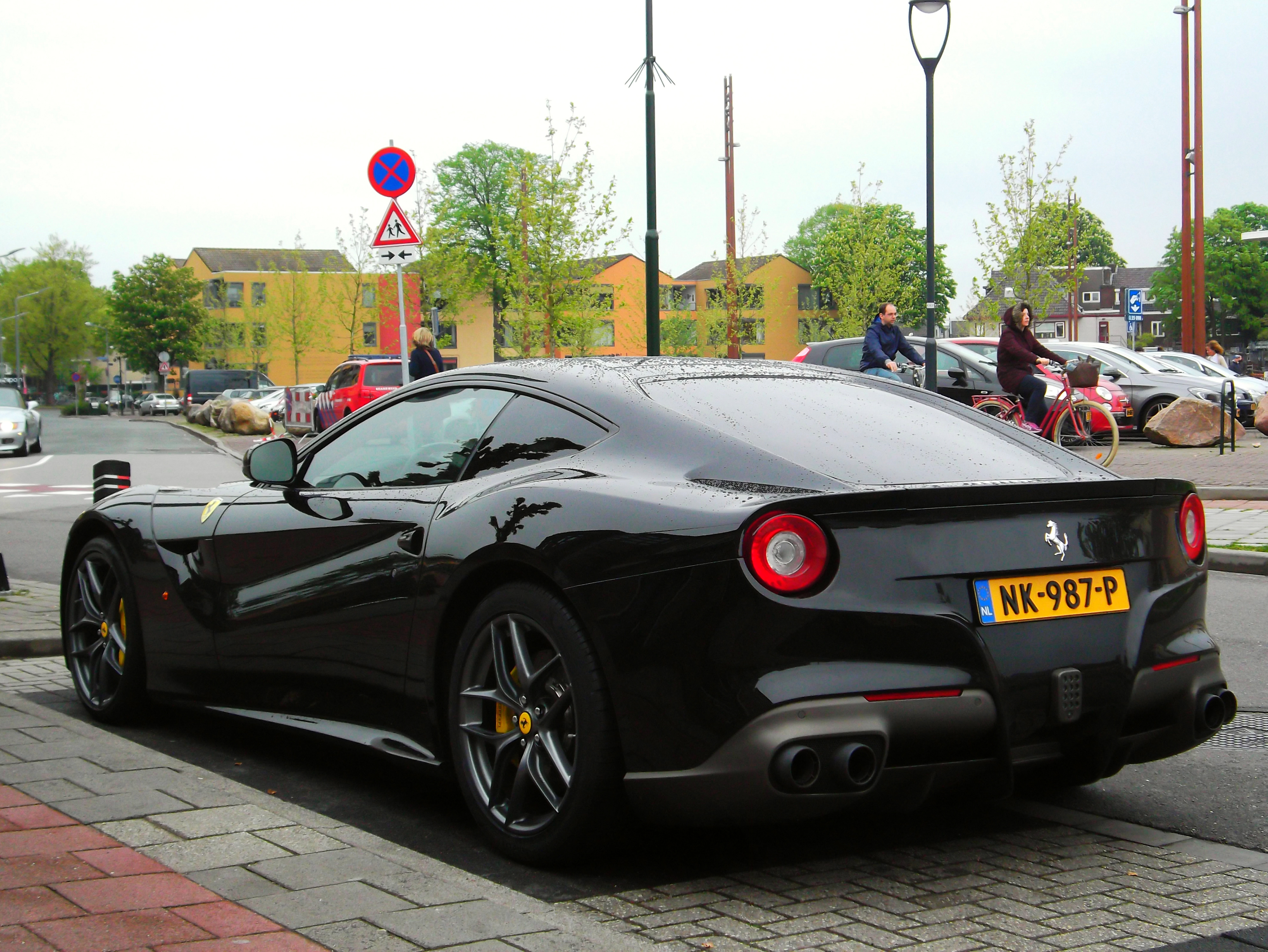
Ferrari F12 Berlinetta

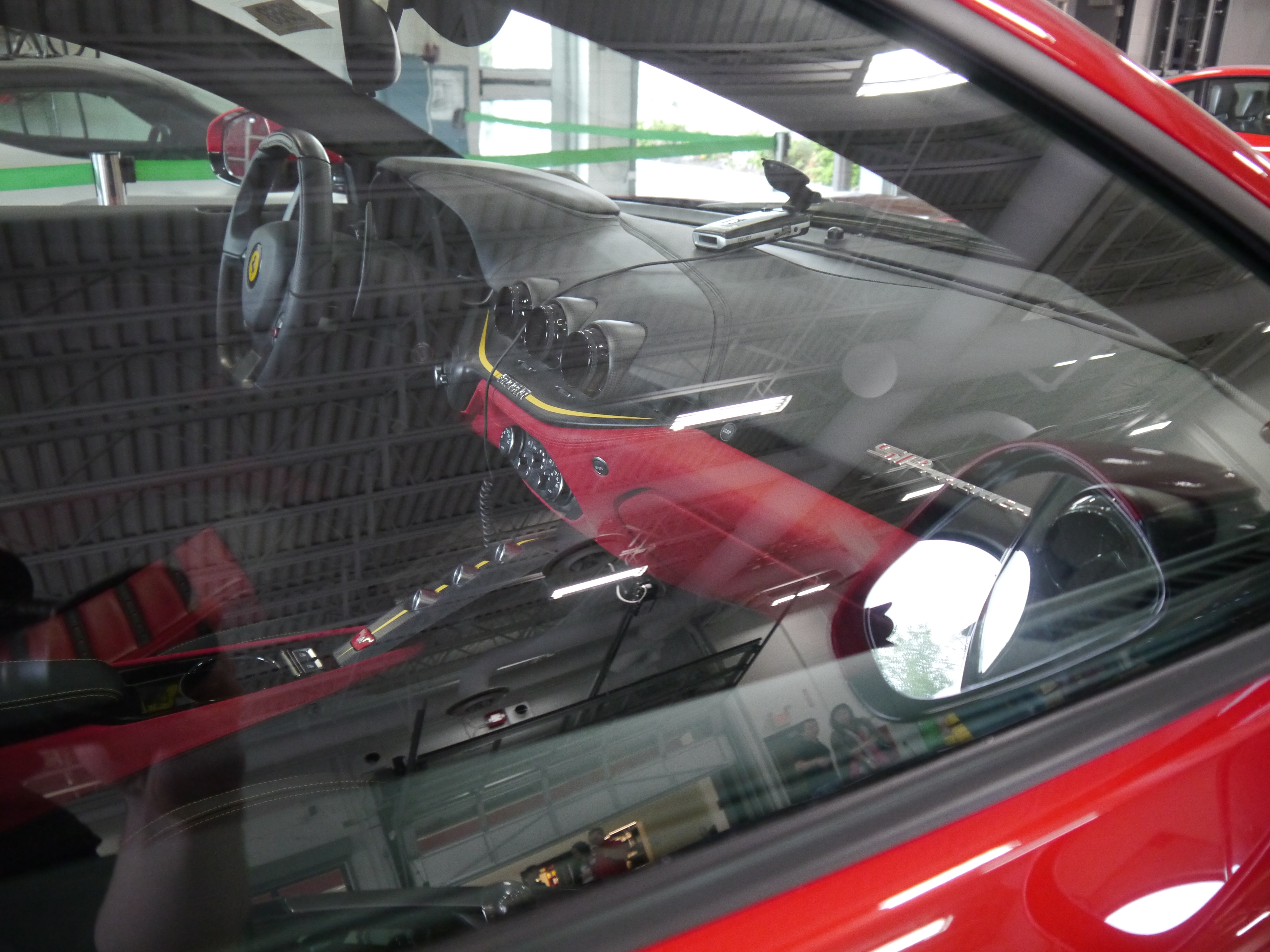

Назва «Berlinetta» відсилає нас до класичних Ferrari. Ще в 30-х роках італійці так називали найбільш швидкісні спорткупе. За основу мотора новинки був узятий двигун від Ferrari FF, який допрацювали і форсували. Застосування різних технологій збирання і з'єднання компонентів дозволило знизити вагу автомобіля до 1525 кг. Довжина F12 — 4 618 мм, ширина — 1 942 мм, висота — 1 273 мм. Тобто новинка на 47 мм коротша, на 20 мм вуща і на 63 мм нижча, ніж модель 599.
У конструкції автомобіля як і раніше використана схема «transaxle» (тобто мотор спереду, а коробка передач зблокована з головною передачею в задній частині), проте компоновка дещо змінилася. Кидається в очі укорочений «хвіст» машини: заради зменшення його довжини були переглянуті розміщення коробки передач і конструкція задньої підвіски. На догоду зниження центру ваги двигун і сидіння в салоні встановлені нижче, ніж на попередній моделі. Конкурентом автомобіля є Lamborghini Aventador. 

### Характеристики
F12 Berlinetta оснащена 6,3-літровим двигуном F140 FC V12 потужністю 740 к.с. (544 кВт) і крутним моментом 690 Нм, що робить її найпотужнішою дорожньою Ferrari всіх часів. Автомобіль розганяється за 3,1 секунди від 0 до 100 км/год, за 8,5 секунди до 200 км/год і досягає максимальної швидкості 340 км/год.

### Ціна
На ринку Італії автомобіль буде коштувати 274 400 євро.

## F12tdf (2015–2017)

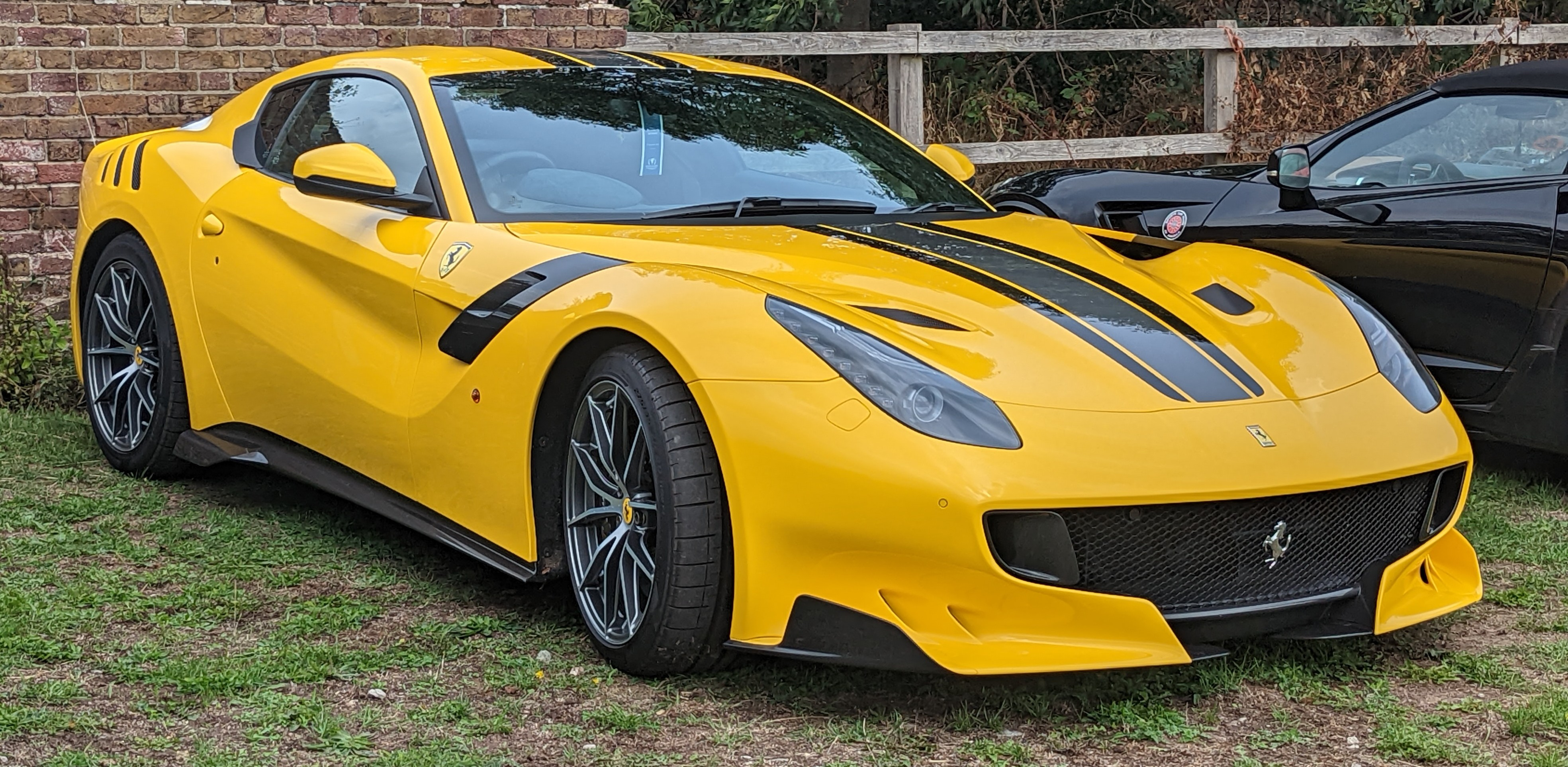
Ferrari F12tdf

Ferrari F12tdf (Тур де Франс) — трекова версія F12berlinetta, представлена в жовтні 2015 року. Назва віддає данину автоперегонам Тур де Франс, які проходили між 1899 і 1986 роками і які регулярно вигравали Ferrari 250 між 1956 і 1964 роками. F12tdf має той самий 6,3-літровий двигун V12 від F12berlinetta, але потужність зросла до 780 к.с. (574 кВт) при 8500 об/хв і 705 Нм крутного моменту при 6750 об/хв. F12tdf на 110 кг легший, ніж F12, має заявлену суху масу 1415 кг і споряджену масу 1520 кг. Ferrari стверджує, що час розгону для F12tdf від 0 до 100 км/год за 2,9 секунди і від 0 до 200 км/год за 7,9 секунди. Заявлено, що максимальна швидкість «понад 340 км/год». Автомобіль зафіксував 1 хвилину 21 секунду кола на тестовій трасі Ferrari Fiorano, на 2 секунди швидше, ніж стандартні F12berlinetta і 488 GTB, і всього на 1,3 секунди відстаючи від найшвидшого кола, встановленого LaFerrari. F12tdf був розроблений Ferrari Styling Centre. Виробництво F12tdf було обмежено 799 одиницями.

## Спецпроекти

### F12 TRS

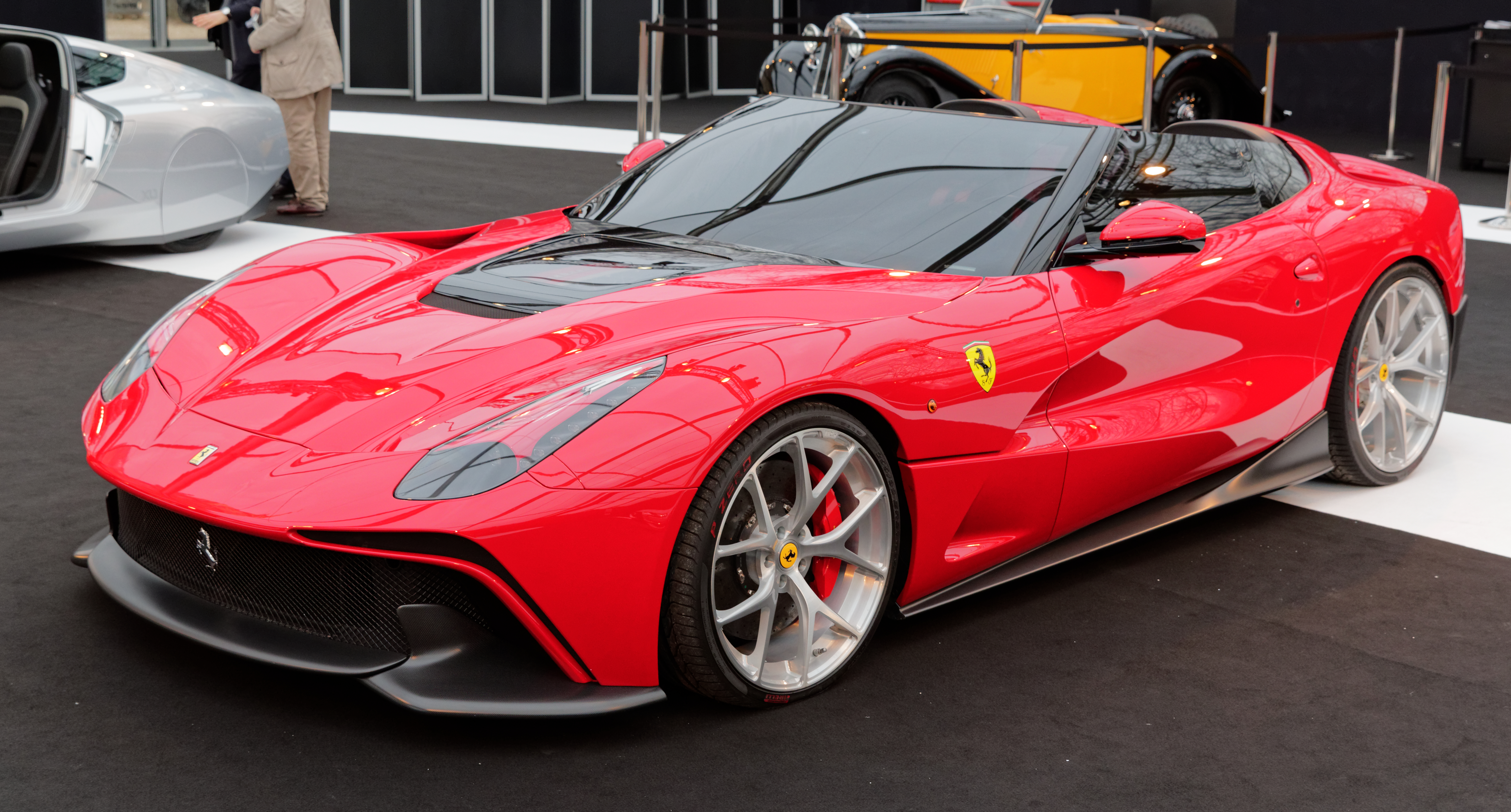
Ferrari F12 TRS

Виготовлені в 2 екземплярах, одна червона, а інша сіра, що належать одній особі, ці F12 знімають дах і отримують потужність5,6. Вони зберегли 6,3 л, але додали KERS, щоб наблизитися до потужності LaFerrari. Так, це гібриди! За це спеціальне замовлення надзвичайно багатий клієнт заплатив би 4,2 мільйона доларів за одиницю.

### F60 Америка

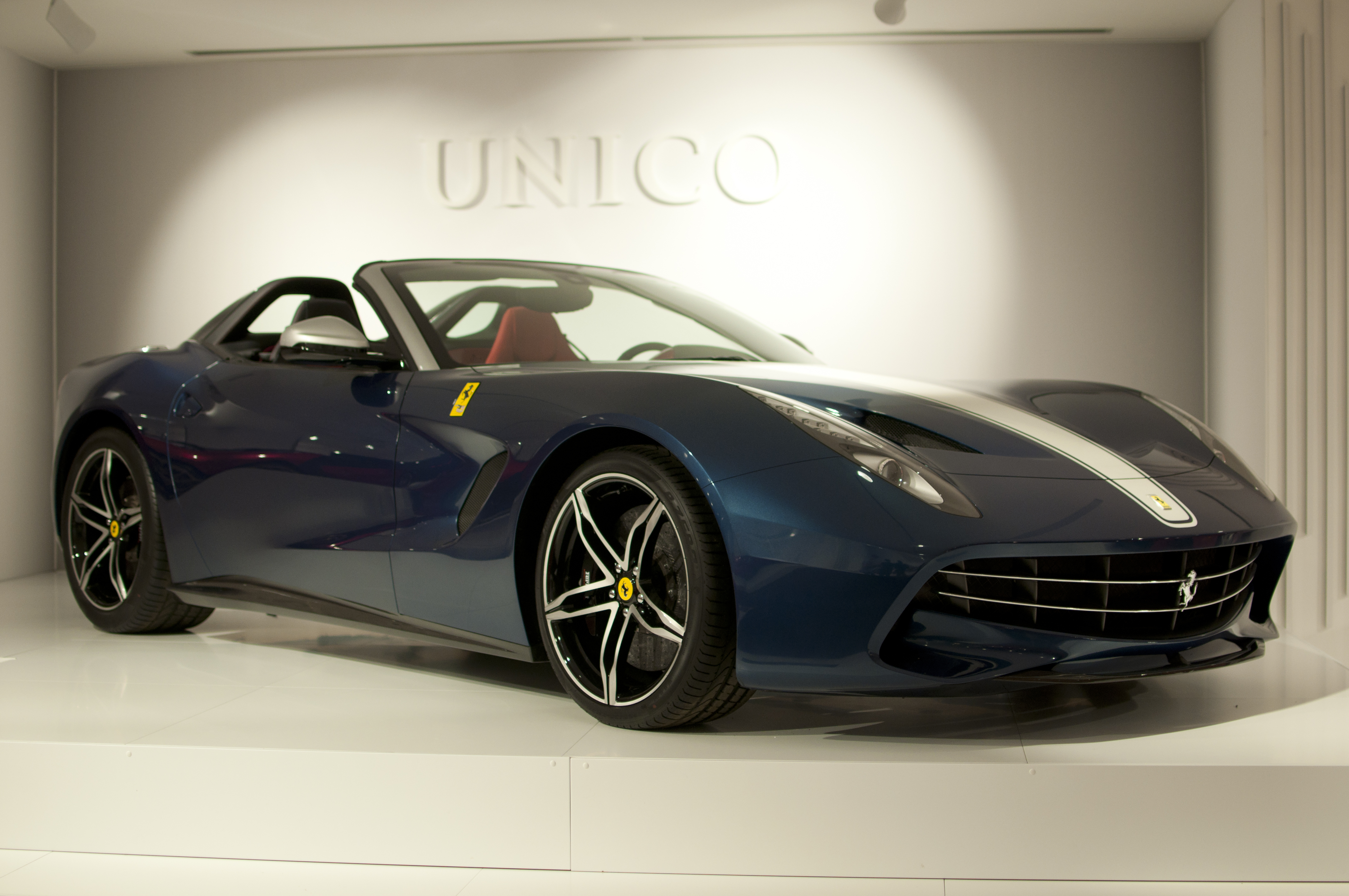
Ferrari F60 America

Ferrari F60 America, заснований на F12, але з переробленим дизайном, святкує 60-річчя продажів Ferrari у Сполучених Штатах. Випущені десятьма примірниками, вони призначені для найкращих клієнтів бренду.

### Ferrari SP275 RW Competizione

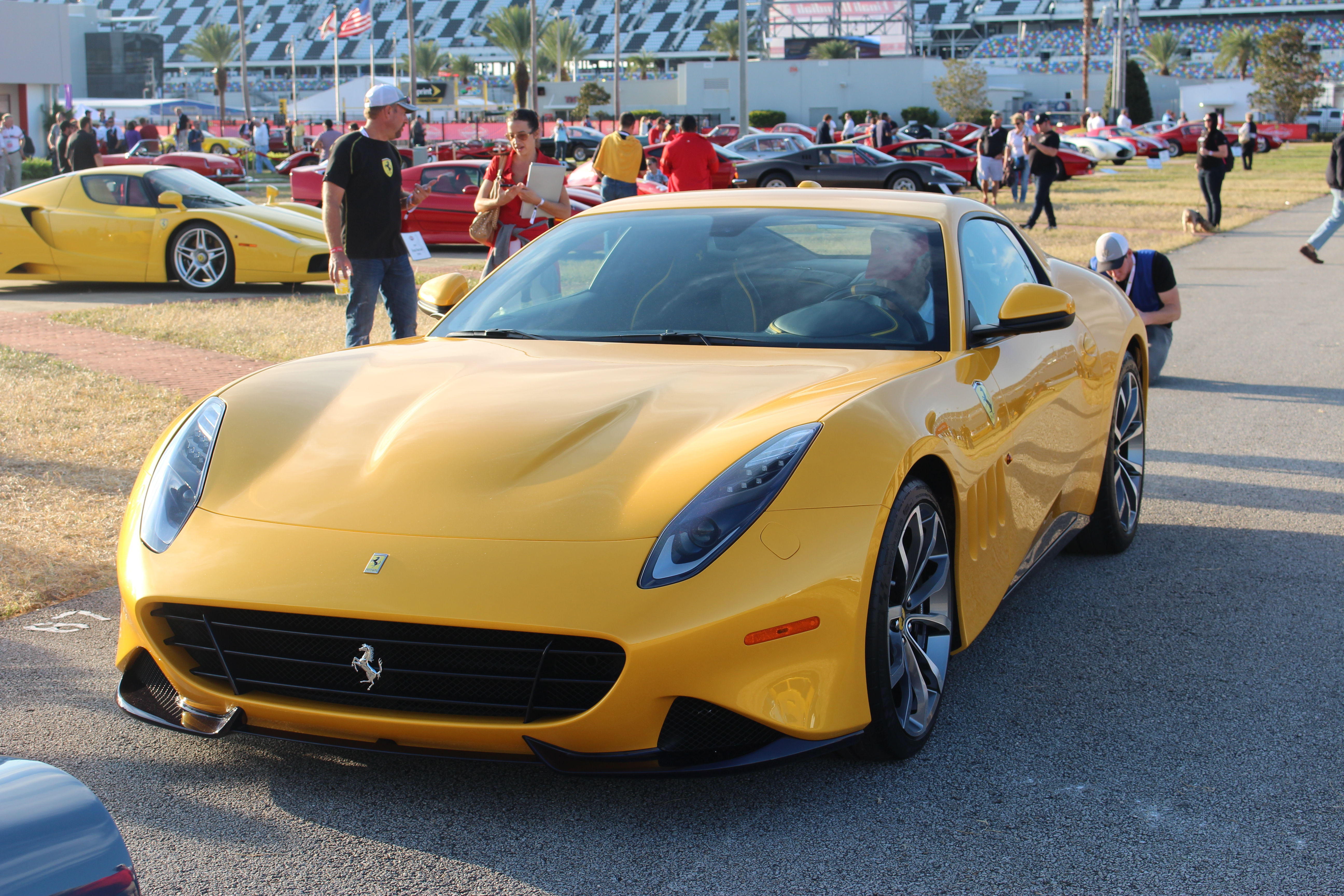
Ferrari SP275 RW Competizione

Ferrari SP275 RW Competizione — це унікальна модель, заснована на лімітованій серії Ferrari F12tdf, натхненна 275 GTB/C 1964 року. Вона була представлена на «Ferrari Finali Mondiali» в Дейтоні (США) у листопаді 2016 року.
SP275 RW Competizione оснащений 6,3-літровим V12 потужністю 780 к.с.10 (при 8500 об/хв) і крутним моментом 705 Н·м (при 6750 об/хв), який поєднується з коробкою передач з подвійним зчепленням і 7 передачами.
Букви RW стосуються його власника Ріка Воркмана, лікаря у Флориді, який володіє «спеціальними проектами Ferrari P 540 Superfast Aperta і Ferrari F60 America11».

### Ferrari SP3JC

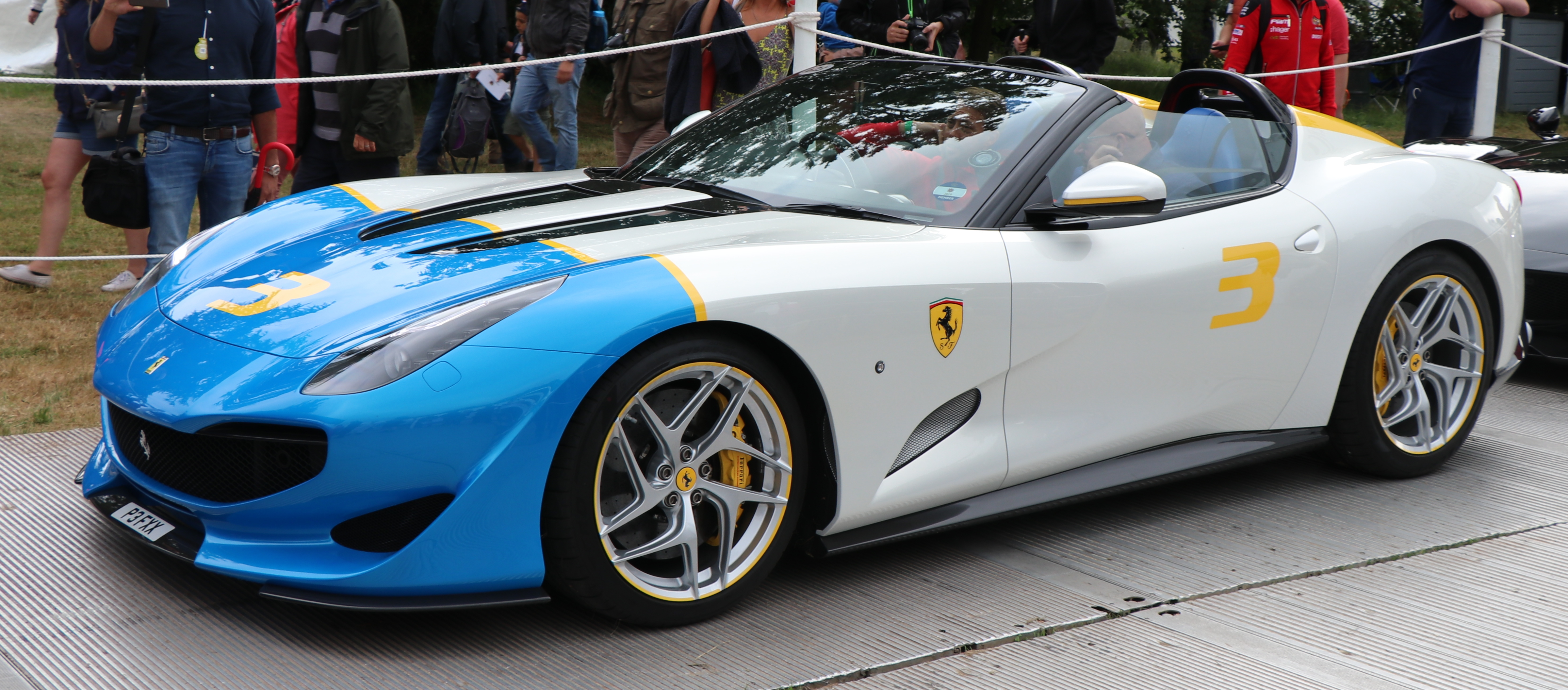
Ferrari SP3JC

Ferrari SP3JC — це унікальна модель родстера (без даху) на ifcs Ferrari F12tdf12 з двигуном V12, розміщений спереду. Зовнішнє оздоблення SP3JC походить від пристрасті його власника до поп-арту з його кольорами синього (Azzuro Met), жовтого (Giallo Modena) і білого (Bianco Italia). Він був представлений у листопаді 2018 року. Другий SP3JC, цього разу з матовим темно-сірим і глянцевим червоним кольором, був замовлений тим самим власником, Джоном Коллінзом, і доставлений у січні 2019 року.
Букви JC стосуються його власника Джона Коллінза, власника компанії з продажу колекційних Ferrari Talacrest у Великобританії.

## Продажі
| рік  | Європа |
| ---- | ------ |
| 2012 | 82     |
| 2013 | 624    |
| 2014 | 418    |
| 2015 | 296    |
| 2016 | 387    |
| 2017 | 261    |
| 2018 | 39     |
| 2019 | 5      |

1. ↑  Європа: 2020 ЄС 27 + Велика Британія + Швейцарія + Норвегія + Ісландія